# Jaime IV de Mallorca
Jaime IV de Mallorca (Perpiñán, 24 de agosto de 1336-Soria, 20 de enero de 1375) fue rey titular de Mallorca.

## Biografía
Hijo y sucesor de Jaime III de Mallorca y de Constanza de Aragón. A la muerte de su padre en la batalla de Llucmayor (1349) se convirtió, al menos nominalmente, en rey de Mallorca. Era también príncipe de Morea, conde de Clarença y barón de Matagrifó.
Después de la batalla de Llucmayor, en la que fue herido, Pedro el Ceremonioso le hizo prisionero, junto con la reina Violante de Vilaragut y su hermana Isabel. Estaría preso en el castillo de Játiva y en el Castell Nou de Barcelona, hasta que en 1362 consigue huir, buscando refugio en Juana de Nápoles, que había ayudado a su padre en su último intento para recuperar Mallorca.
En 1363 se casa con la reina Juana I de Nápoles, por lo que pasa a ser duque de Calabria y rey consorte, de la que se separa en 1366 (no hay nulidad del matrimonio, pero Jaime abandona la corte napolitana).
Jaime marcha a Francia en busca de auxilio para recuperar el reino de su padre, sin embargo las buenas relaciones existentes entonces entre Francia y Aragón impiden cualquier posible ayuda. Posteriormente se uniría al Príncipe Negro, hijo de Eduardo III de Inglaterra, participando en la expedición de ayuda en favor de Pedro I de Castilla en contra de Enrique de Trastámara. Toma parte en la batalla de Nájera (1367). Poco después es hecho prisionero por el de Trastámara. En 1369 es liberado, parece que tras el pago de un rescate por su esposa.
Más tarde se alía con Luis I de Anjou, hermano de Carlos V de Francia, y con su apoyo recluta un ejército de 6.000 mercenarios, con los que invade Cataluña. En agosto de 1374 atraviesa los Pirineos por Conflent. En una campaña extremadamente cruel, llega hasta Sant Cugat del Vallés a las puertas de Barcelona, pero es rechazado. Al cabo de más de un año de operaciones infructuosas, su ejército, fracasada la invasión, tuvo que atravesar la frontera castellana (febrero de 1375). Jaime se retira a Soria, donde muere. El infante Juan de Castilla, futuro Juan I, mandó que se le enterrara en el convento de San Francisco. Cronistas e historiadores no se ponen de acuerdo acerca de las circunstancias de su muerte. Unos dicen que fue envenenado de camino a Soria, otros que falleció de sus heridas en esta ciudad.

Sobre sus restos mortales, debido al exilio, “determinó y quiso que su cuerpo fuera sepultado e inhumado en la iglesia de San Francisco, del sitio y convento de los framenores de dicha villa [Soria], a los frailes de cuyo convento y de dicha orden encomendó humildemente y devotamente su alma  (…).
Del testamento traducido del latín por don Josep Estelrich.

Antes de morir, designó como heredera a su hermana Isabel de Mallorca.